# Pero Jakšić
Pero Jakšić (Split, 1963.), hrvatski akademski kipar

## Životopis
Rodio se je u Splitu. Prve dvije godine živio je na Braču, a potom na Šolti. Na Šolti je pohađao prvi razred osnovne škole. Osnovno školovanje nastavio je u Splitu do 1984. godine. U Splitu je završio Umjetničku školu. Životni put odveo ga je u Francusku u Pariz, gdje je upisao Nacionalnu umjetničku akademiju u Parizu (École Nationale Superieure des Beaux-Arts) u kojem je ostao dok nije diplomirao kiparstvo 1990. godine. Zatim se vratio na Brač. Kao razlog povratka na otok svojih predaka istakao je osjećaj pripadnosti svojoj hrvatskoj državi. Zbog želje za stvarateljskim mirom, izabrao je Brač za mjesto gdje ima svoj atelijer koji je napravio prema svojim željama. Kiparski radovi pokazuju mu sklonost figuraciji i apstrakciji. Kad su narudžbe u pitanju, djela su češće figuracija, a kad izlaže, onda predstavlja neku svoju organsku apstrakciju. Ostvario je veliki opus velikih i malih figura u bračkom kamenu.
Samostalno izlagao u Hrvatskoj i Francuskoj. U Francuskoj izlagao u Parizu, u Hrvatskoj je izlagao u Splitu, Bolu, Trogiru, Vukovaru i Zagrebu.